# Kris Knoblauch
Kris Knoblauch, född 24 september 1978, är en kanadensisk ishockeytränare och före detta professionell ishockeyforward som är tränare för Edmonton Oilers i National Hockey League (NHL) sedan den 12 november 2023.

## Spelare
Knoblauch spelade för Austin Ice Bats i Central Hockey League (CHL) och Red Deer Rebels, Edmonton Ice, Kootenay Ice och Lethbridge Hurricanes i Western Hockey League (WHL).
Knoblauch draftades av New York Islanders i sjunde rundan i 1997 års draft som 166:e spelare totalt.

### Statistik
| 1994–1995  | Battlefords Stars           | SMAAAHL    | 35  | 14 | 23 | 37  | 45  | — | — | — | — | — |
| 1995–1996  | Battlefords Stars           | SMAAAHL    | 44  | 30 | 37 | 67  | 32  | — | — | — | — | — |
|            | Red Deer Rebels             | WHL        | 1   | 0  | 0  | 0   | 0   | — | — | — | — | — |
| 1996–1997  | Red Deer Rebels             | WHL        | 43  | 4  | 14 | 18  | 29  | — | — | — | — | — |
|            | Edmonton Ice                | WHL        | 24  | 7  | 7  | 14  | 73  | — | — | — | — | — |
| 1997–1998  | Edmonton Ice                | WHL        | 72  | 18 | 23 | 41  | 193 | — | — | — | — | — |
| 1998–1999  | Kootenay Ice                | WHL        | 21  | 7  | 3  | 10  | 36  | — | — | — | — | — |
|            | Lethbridge Hurricanes       | WHL        | 52  | 20 | 22 | 42  | 102 | 4 | 1 | 3 | 4 | 6 |
|            | Asheville Smoke             | UHL        | —   | —  | —  | —   | —   | 4 | 0 | 0 | 0 | 5 |
| 1999–2000  | Alberta Golden Bears        | CIAU       | 47  | 25 | 26 | 51  | 30  | — | — | — | — | — |
| 2000–2001  | Alberta Golden Bears        | CIAU       | 42  | 31 | 34 | 65  | 12  | — | — | — | — | — |
| 2001–2002  | Alberta Golden Bears        | CIS        | 35  | 13 | 30 | 43  | 12  | — | — | — | — | — |
| 2002–2003  | Alberta Golden Bears        | CIS        | 31  | 11 | 24 | 35  | 22  | — | — | — | — | — |
| 2003–2004  | Alberta Golden Bears        | CIS        | 36  | 14 | 25 | 39  | 32  | — | — | — | — | — |
| 2004–2005  | Austin Ice Bats             | CHL        | 60  | 18 | 22 | 40  | 76  | — | — | — | — | — |
| 2005–2006  | Bisons de Neuilly-sur-Marne | FFHG       | 60  | 18 | 22 | 40  | 76  | — | — | — | — | — |
| WHL totalt | WHL totalt                  | WHL totalt | 213 | 56 | 69 | 125 | 433 | 4 | 1 | 3 | 4 | 6 |

## Tränare
År 2006 blev han utsedd till assisterande tränare för Prince Albert Raiders (WHL), han var där dock bara en säsong innan han fick samma arbetsuppgifter hos ligakonkurrenten Kootenay Ice (WHL). År 2010 blev Knoblauch befordrad till att vara tränare för Ice. År 2012 lämnade han ishockeylaget och blev assisterande tränare för Kimberley Dynamiters i Kootenay International Junior Hockey League (KIJHL). I november samma år blev Knoblauch utnämnd till tränare för Erie Otters (OHL). År 2017 fick han chansen att arbeta inom NHL och blev assisterande tränare för Philadelphia Flyers. Två år senare blev det klart att Hartford Wolf Pack (AHL) hade utsett Knoblauch till ny tränare. Den 12 november 2023 meddelade Edmonton Oilers (NHL) att de hade sparkat sin tränare Jay Woodcroft och utsett Knoblauch till ersättaren.

### Statistik
| Lag             | Säsong    | Grundserie | Grundserie | Grundserie | Grundserie         | Grundserie | Grundserie    | Slutspel |  |
| Lag             | Säsong    | Matcher    | Vinster    | Förluster  | Övertids förluster | Poäng      | Placering     | Resultat |  |
| --------------- | --------- | ---------- | ---------- | ---------- | ------------------ | ---------- | ------------- | -------- |  |
| Edmonton Oilers | 2023–2024 | —          | —          | —          | —                  | —          | ?:a i Pacific | Pågår.   |  |
| Totalt          | Totalt    | —          | —          | —          | —                  | —          |               |          |  |